# Козлов Данило Сергійович
Данило Сергійович Козлов (рос. Дани́ла Серге́евич Козло́в, нар. 19 січня 2005, Санкт-Петербург) — російський футболіст, півзахисник клубу «Краснодар» та молодіжної збірної Росії. Виступав також за клуби «Зеніт», «та» та «Балтика». Чемпіон Росії. Володар Суперкубка Росії.

## Клубна кар'єра
Данило Козлов народився 2005 року в місті Санкт-Петербург, та є вихованцем футбольної школи клубу «Зеніт». У професійному футболі дебютував 2023 року в першій команді «Зеніта», в якій грав до початку 2024 року. 31 січня 2024 року Козлов уклав контракт з клубом «Балтика». 27 червня 2024 року футболіст перейшов до клубу «Краснодар» приєднався 2024 року. Станом на 12 листопада 2024 року відіграв за краснодарську команду 13 матчів у чемпіонаті.

## Виступи за збірні
2019 року Данило Козлов дебютував у складі юнацької збірної Росії, за юнацькі збірні різного віку грав до 2023 року, загалом на юнацькому рівні взяв участь у 20 іграх, відзначившись 8 забитими голами.
З 2023 року Данило Козлов грає у складі молодіжної збірної Росії. На молодіжному рівні зіграв в одному матчі.

## Титули і досягнення
- Чемпіон Росії (2):

«Зеніт»: 2022-23
«Краснодар»: 2024-25
- Володар Суперкубка Росії (1):

«Зеніт»: 2023